# Sultanato de Xoa

Províncias da Etiópia

Xoa ou Xáoa (Ge'ez ሽዋ šawā, atualmente šewā ou Choa) é um reino histórico situado na parte central da Etiópia, previamente uma monarquia autônoma dentro do Império Etíope. A atual capital da Etiópia, Adis Ababa, está localizada no centro da território histórico do Reino de Xoa.
O núcleo de Xoa é parte do plateau montanhoso que atualmente é a região central da Etiópia. No entanto, antes do período da história etíope conhecido como Zemene Mesafint, e após a perda de Bale com a invasão de Amade ibne Ibraim Algazi "o Conquistador" (c. 1507 – 21 de Fevereiro de 1543), Xoa era parte da fronteiral ao sul da Etiópia. Xoa era facilmente defensável devido a sua posição elevada e existem registros de um governo desde este período, apesar de perdas de território para o Império Etíope. Em certos períodos, era considerado um lugar seguro, mas em outros ficava isolado do resto da Etiópia e rodeado por povos hostis.
As cidades de Debre Berhan, Antsokia, Ankober, Entoto e Adis Ababa serviram em algum momento como capital de Xoa, sendo Adis Ababa a capital após Xoa se tornar uma província do Império Etíope. A maior parte do norte de Xoa, constituída dos distritos de Menz, Tegulet, Ifate, Menjar, Bulga é povoada por Cristãos Amaras e Oromas, enquanto as regiões ao sul e ao leste tem populações Oromas e população Islã. O importante monastério de Debre Libanos, fundado por Santo Tacla Haimanote, está localizado no distrito de Selale, na região norte de Xoa (atualmente a woreda de Yaya Gulelena Debre Liban na Zona Semien Xoa). 

## História
Os primeiros registros históricos apontam para Xoa como um estado Muçulmano, que segundo G.W.B. Huntingford foi fundado em 896, e tinha sua capital em Walalah. Este estado foi absorvido pelo Sultanato de Ifate por volta de 1285. Recentemente, três centros urbanos que se acredita faziam parte do Reino Islâmico de Xoa foram descobertos por um grupo de arqueologistas franceses.
Iecuno-Amelaque organizou sua revolta contra a dinastia Zagué a partir de um enclave em Xoa povoado por cristãos amaras. Ele se proclamava descendente direto de Salomão e dos imperadores Axumitas, que usaram Xoa como um ponto de defesa quando ameaçados pela rainha Gudit e outros inimigos. Esta afirmação é suportada pelo Kebra Nagast, que menciona Xoa como parte do reino de Menelique I (capítulo 39). No entanto, este relato pode ser uma falsificação posterior refletindo uma conduta similar àquela da família de Lebna Dengel, porque o Império de Axum e seu antecessor D'mt ficavam limitados ao norte da Etiópia e à atual Eritrea durante o primeiro milênio a.C..
No século XVI, Xoa e o restante da Abissínia cristã foram conquistadas pelas forças de Amade Algazi de Adal, e Xoa voltou a ser comandada por Muçulmanos. A região então ficou ameaçada pelos Oromos, que durante as primeiras décadas do século XVII povoaram as áreas ao redor de Xoa (que foram renomeadas Welega, Arsi e Wollo). Atualmente, os Oromos de Wollo e de Arsi são predominantemente Muçulmanos. Pouco é conhecido dos detalhes da história de Xoa até 1800. Sabe-se que o Imperador Lebna Dengel e seus descendentes usaram Xoa como seu ponto defensivo quando ameaçados por invasores.

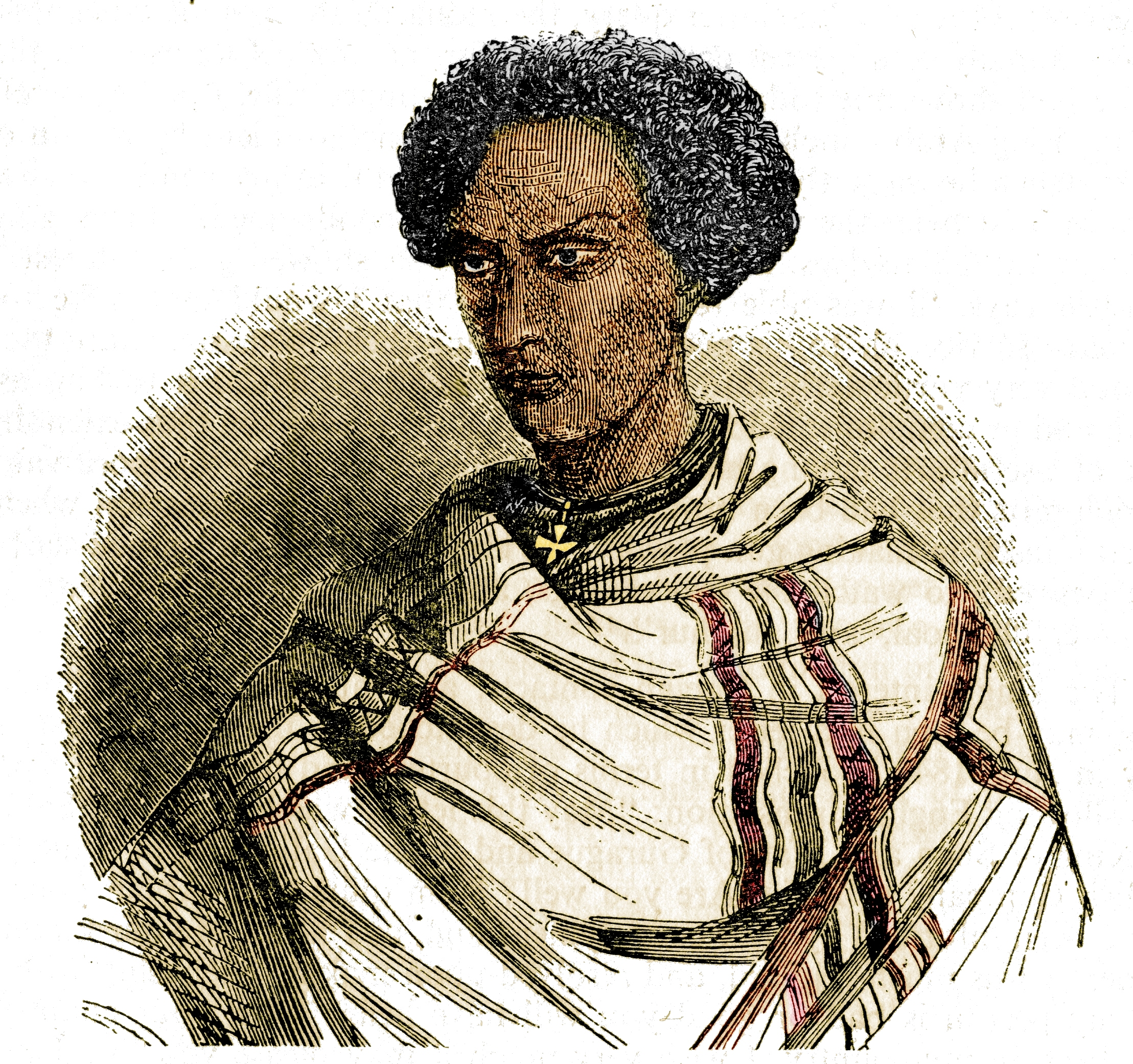
Rei Sahle Selassie

A família real de Xoa foi fundada por Negassie Krestos no final do século XVII, que consolidou seu controle ao redor de Ifate. Lendas sobre suas ascendência variam: uma relato de 1840 afirma que sua mãe rea filha de Ras Faris, um seguidor do Imperador Susênio I que escapou para Menz; outra lenda relatada por Serta Wold, um conselheiro de Sahle Sellassie, afirmava que Negassie era um descendente direto de Iacube, o filho mais novo de Lebna Dengel, e assim assegura sua ascendência da Dinastia salomónica. Assim a família real de Xoa era considerada uma linha secundária da Disnastia Salomônica, sendo Gondar a linha principal. 
O filho de Negassie, Sebestyanos assumiu o título de Meridazmach ("Comandante Temível "), que era distinto a Xoa. Seus descendentes continuaram a usar este título até que Sahle Selassie foi declarado rei de Xoa na década de 1830. Seu neto, Sale Mariam, se tornaria o Imperador de toda a Etiópia no final do século, sob o nome de Menelique II. O título de "Rei de Xoa" caiu em desuso, sendo substituído pelo título imperial de "Imperador da Ethiopia" quando Menelique II se tornou Imperador. Com a ascensão de Menelique II, Adis Ababa se torna a capital, o que reforça sua posição de importância no Império em expansão.
Os Reis de Xoa expandiram o controle em direção ao sul e ao leste, pelas planícies e desertos, e subjugaram algumas regiões sob seu comando. Havia tempos os imperadores da Etiópia conquistaram estas regiões ao sul, de forma que várias relações diretas e de vassalagem existiram até a invasão do Imã Amade Algazi. A grande migração Oromo após a derrota do Imã cortou essas relações e alteraram significativamente a distribuição demográfica da área. O reino de Xoa que Menelique II uniu ao reino da Etiópia havia sido expandido, e assim o território do Império cresceu significativamente. A Etiópia continuou a expandir nas direções leste e sul, fazendo que o Xoa se tornasse o território no centro geográfico do país moderno.
Recentemente, Xoa foi um Governo-Geral (Província) sob a monarquia, e depois uma Região Administrativa da Etiópia sob o regime militar Derg até 1984. Neste ano, diante da proclamação da "República Popular" sob governo, agora civil, do Derg, Xoa foi dividida em quatro Regiões Administrativas, Xoa do Norte, Xoa do Sul, Xoa Ocidental and Xoa Oriental. Após a queda do regime Derg em 1991, as antigas províncias e regiões históricas foram abolidas, substituídas pelas regiões atuais, com limites baseados em distribuição étnica e linguística. O território da antiga província de Xoa territory foi dividido entre as Regiões Amara e Oromia, além da região autônoma de Adis Ababa.